# Geissenklösterle
Geissenklosterle (Geißenklösterle in tedesco) è una grotta e un sito archeologico, che si trova vicino al paese di Blaubeuren nella regione sud-occidentale tedesca del Baden-Württemberg

## Descrizione
Il sito archeologico, di rilevante importanza per il Paleolitico superiore dell'Europa centrale, situato nelle Alpi sveve Svevo, nel Baden-Württemberg, nella Germania meridionale. Esplorata per la prima volta nel 1963, la grotta contiene tracce di arte preistorica risalente a un periodo compreso tra 43.000 e 30.000 anni dal presente (BP - Before Present in inglese), tra cui alcuni degli strumenti musicali più antichi conosciuti e diverse statuette di animali. Data l'importanza storica e culturale di questi ritrovamenti, nel 2017 il sito è entrato a far parte del Patrimonio dell'umanità dell'UNESCO, delle Grotte e arte dell'era glaciale nel Giura svevo. 
La grotta, abitata dai Primi esseri umani moderni europei (EEMH, da European early modern humans in inglese), conserva almeno 13 strati di sedimenti preistorici,  sei dei quali appartenenti all'Aurignaziano e sette al Gravettiano. I livelli dell'Aurignaziano risalgono a un periodo compreso tra 43.000 e 32.000 anni dal presente e hanno restituito utensili in pietra, manufatti in corno, ossa e avorio. Tra gli oggetti più notevoli, due flauti scolpiti in osso di uccello e avorio di mammut, i più antichi strumenti musicali conosciuti, risalenti a 42.000-43.000 BP. I flauti erano in grado di suonare melodie distinte e la musica era probabilmente parte integrante delle società che vivevano nella regione all'epoca.
Oltre ai flauti, a Geißenklösterle sono state rinvenute numerose statuette intagliate. Molte di queste statuette raffigurano animali tipici dell'era glaciale, tra cui mammut, bisonti e leoni delle caverne. Sono generalmente molto piccole, con dimensioni comprese tra 2,5 e 10 cm. È stato rinvenuto anche un bassorilievo in avorio raffigurante un essere umano. Chiamato l'Adorante di Geißenklösterle, raffigura una figura con le braccia alzate e file di piccole tacche sul retro. Sebbene il significato di queste statuette sia ancora sconosciuto, potrebbero essere state effigi di una religione primitiva.